# Peltola (Oulu)
Pour les articles homonymes, voir Peltola.
Peltola (en finnois : Peltolan kaupunginosa) est  un  quartier du district de Oulunsuu de la ville d'Oulu en Finlande.

## Description
Le quartier compte 1645 habitants (31.12.2018).

## Galerie

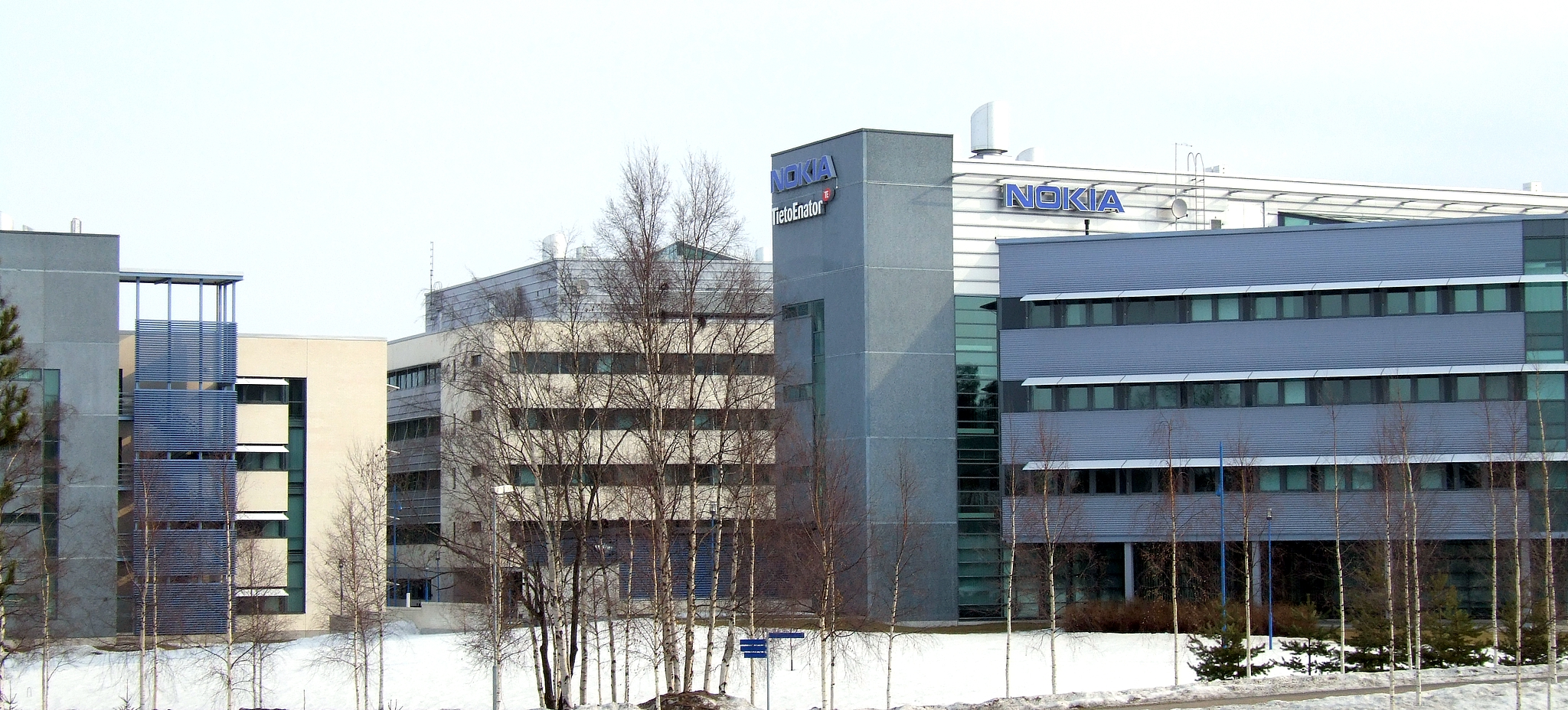
Bâtiment principal de Nokia Oyj à Oulu.
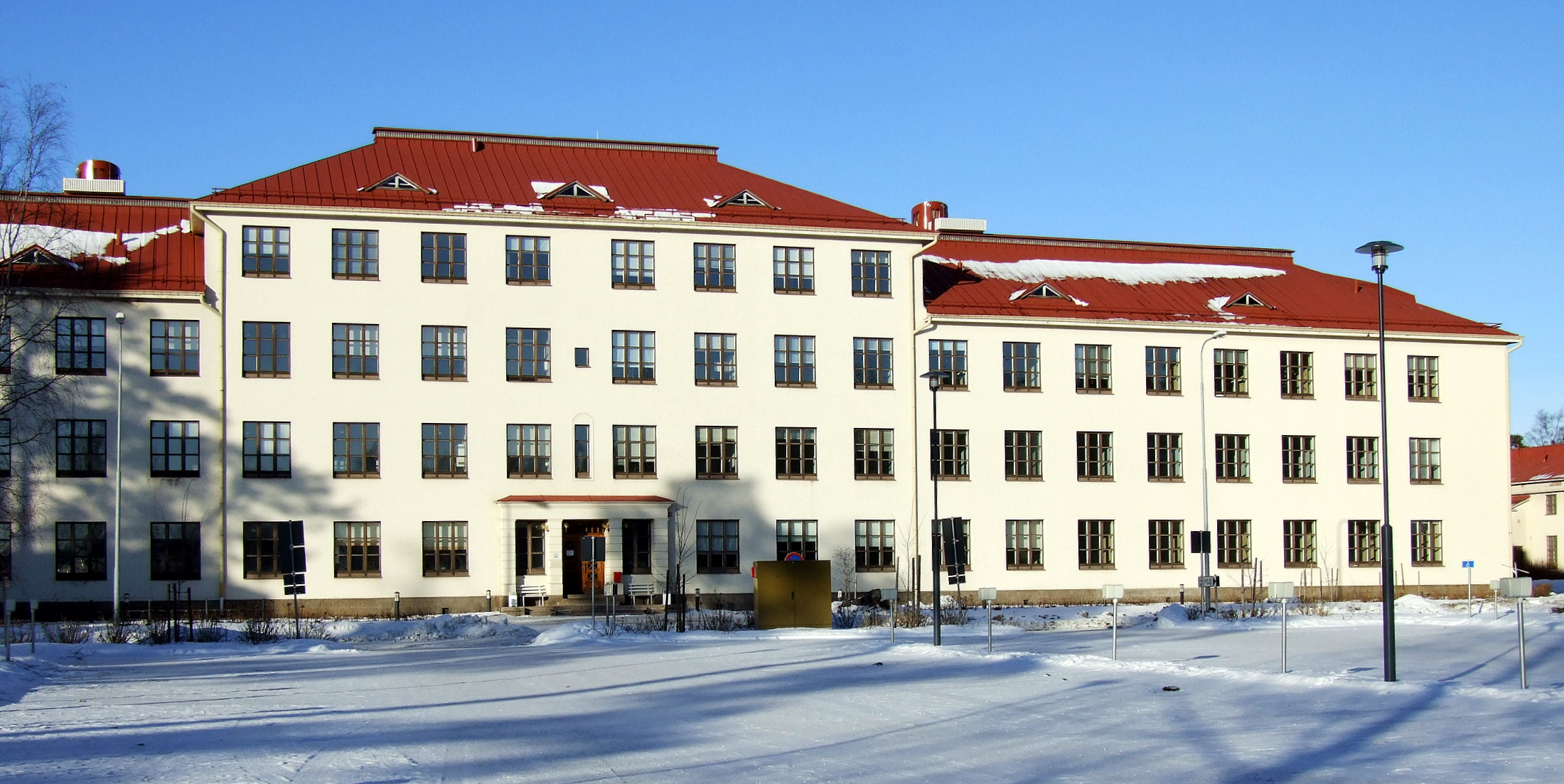
Bâtiment de l'hôpital universitaire d'Oulu.
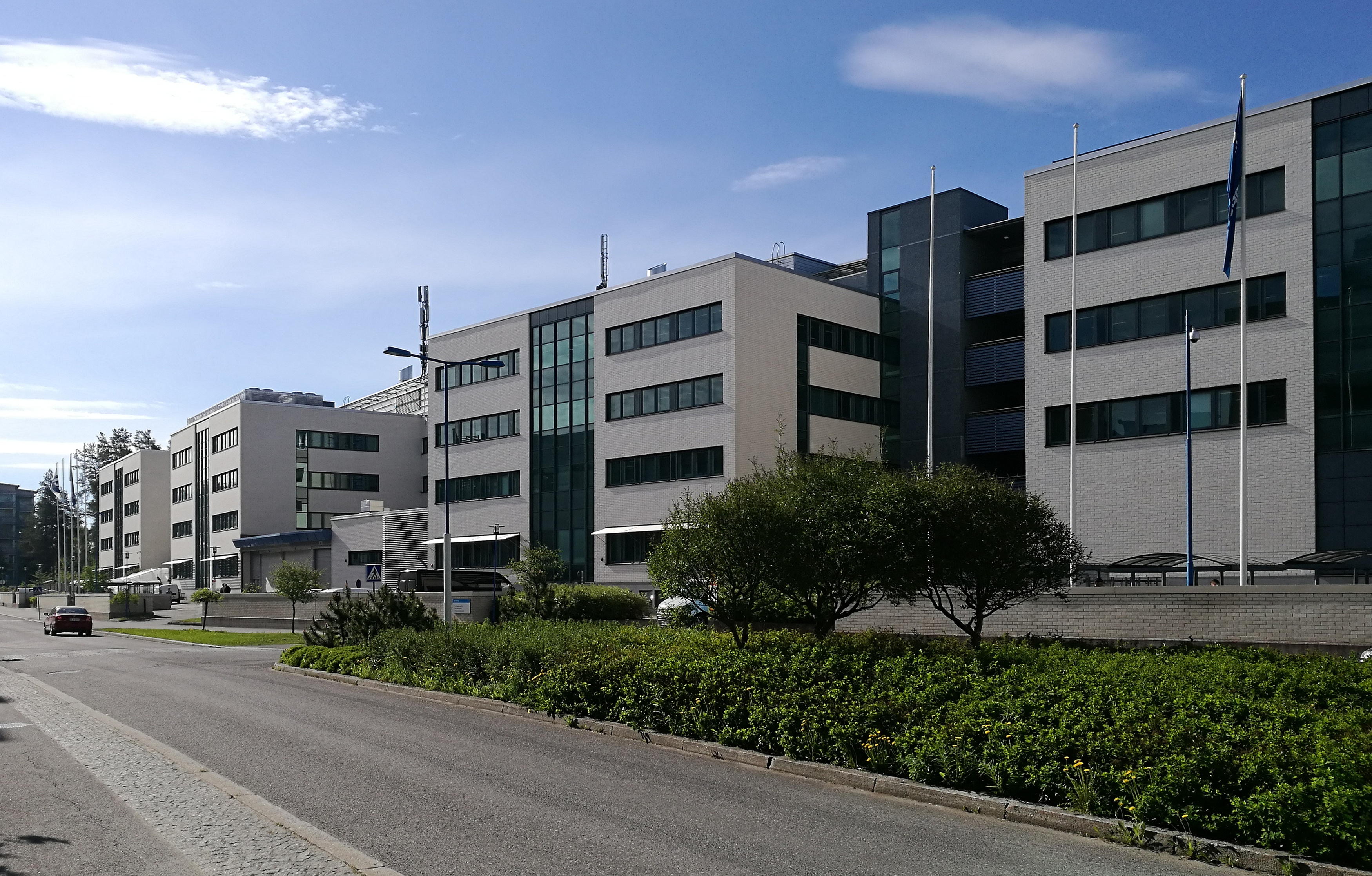
Siège d'Optomed.